# 小叶彩花
小叶彩花（学名：Acantholimon diapensioides）为白花丹科彩花属下的一个种。

## 扩展阅读
- 維基物種上的相關：小叶彩花